# 金相辰
金 相辰（キム・サンジン、朝: 김상진、1977年4月26日 - 1999年6月10日）は、大韓民国・光州広域市出身の元プロ野球選手（投手）。右投右打。現役時代はヘテ・タイガースに所属していた。

## 経歴

### ヘテ時代
光州市内の高校を卒業後、延世大学校への進学が有力視されていたが生家が貧しかったこともあり、1996年の地域優先指名で地元のヘテ・タイガースから指名を受けプロ入り。
ヘテでは1年目から先発投手として活躍し、LGツインズと対戦した1997年の韓国シリーズでは第5戦に先発すると徐容彬に適時打を許したのみの1失点で完投勝利し、優勝の瞬間を見届けると共に韓国シリーズ史上最年少完投の記録を樹立した。その実力は金の入団前年までヘテに在籍し「韓国球界最高投手」とも呼ばれた宣銅烈としばしば比較されており、当時ヘテでバッテリーコーチを務めていた張彩根も「制球力なら宣銅烈より上」とする評価を下しており、将来を嘱望されていた。

### 闘病、そして死去
しかし、先発登板した1998年9月19日の対OBベアーズ戦（蚕室野球場）において、首の痛みを訴え2回で緊急降板。その直後、光州市内で知人と食事中に倒れ、検査の結果頸椎に腫瘍が見つかり、摘出手術を受ける。さらに精密検査を行った結果、末期（ステージⅣ）の胃癌に侵されていたことが判明した。その後はソウル峨山病院において放射線治療および抗がん剤治療を受けたが病状は好転せず、翌1999年6月10日に入院していた江南聖母病院において、現役のまま死去。
金の没後、ヘテ（2001年に現代自動車グループに球団が買収され、起亜タイガースに名称変更）は毎年、金の命日である6月10日には監督・コーチ・選手がユニフォームに喪章を着けてプレーしている。

## 詳細情報

### 年度別投手成績
| 年 度     | 球 団     | 登 板 | 先 発 | 完 投 | 完 封 | 無 四 球 | 勝 利 | 敗 戦 | セ 丨 ブ | ホ 丨 ル ド | 勝 率 | 打 者 | 投 球 回 | 被 安 打 | 被 本 塁 打 | 与 四 球 | 敬 遠 | 与 死 球 | 奪 三 振 | 暴 投 | ボ 丨 ク | 失 点 | 自 責 点 | 防 御 率 | W H I P |
| --------- | --------- | ----- | ----- | ----- | ----- | -------- | ----- | ----- | -------- | ----------- | ----- | ----- | -------- | -------- | ----------- | -------- | ----- | -------- | -------- | ----- | -------- | ----- | -------- | -------- | ------- |
| 1996      | ヘテ      | 29    | 21    | 1     | 0     | 0        | 9     | 5     | 0        | --          | .643  | 518   | 123.2    | 115      | 15          | 52       | 5     | 3        | 64       | 3     | 1        | 62    | 59       | 4.29     | 1.35    |
| 1997      | ヘテ      | 30    | 24    | 1     | 0     | 0        | 9     | 10    | 1        | --          | .474  | 622   | 147.2    | 135      | 11          | 54       | 3     | 17       | 91       | 2     | 0        | 60    | 59       | 3.60     | 1.28    |
| 1998      | ヘテ      | 25    | 20    | 1     | 0     | 0        | 6     | 11    | 1        | --          | .353  | 507   | 121.0    | 120      | 10          | 42       | 4     | 8        | 69       | 4     | 0        | 63    | 52       | 3.87     | 1.34    |
| 通算：3年 | 通算：3年 | 84    | 65    | 3     | 0     | 0        | 24    | 26    | 2        | --          | .480  | 1647  | 392.1    | 370      | 36          | 148      | 12    | 28       | 224      | 9     | 1        | 185   | 170      | 3.90     | 1.32    |

### 背番号
- 11（1996年 - 1999年）